# Křižovatka Idan ha-Negev

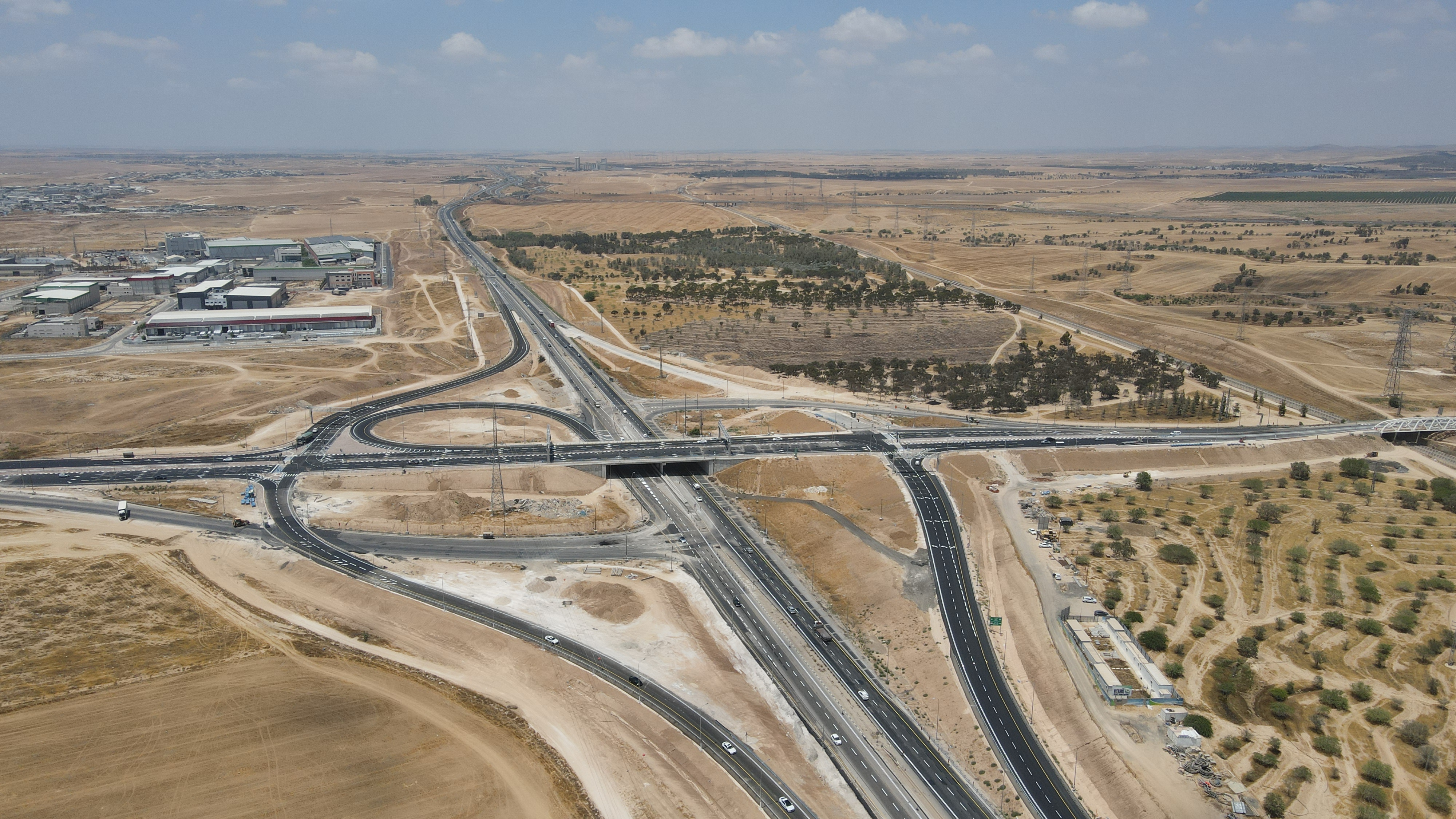
Křižovatka Idan ha-Negev, červen 2022

Křižovatka Idan ha-Negev (hebrejsky מחלף עידן הנגב‎) je mimoúrovňová křižovatka poblíž sídel Lehavim a Rahat, která spojuje silnici 40 se silnicí 310. Křižovatku navrhla architektonická kancelář Mazor-Fišt. Ve výběrovém řízení na realizaci projektu, které v dubnu 2020 provedla společnost Netivej Jisra'el, zvítězila Oron Group. Rozpočet projektu se odhaduje na 200 milionů nových izraelských šekelů.